# マーク・ブルカス
マーク・ブルカス（Marc Blucas, 1972年1月11日 - ）は、アメリカ合衆国の俳優。ペンシルベニア州バトラー出身。身長は6フィート2インチ(約188cm)。

## 来歴
アメリカのテレビシリーズ『バフィー 〜恋する十字架〜』にレギュラー出演をした事で知られるようになる。
2011年からは『ダニーのサクセス・セラピー』にレギュラー出演している。

## 私生活
2009年7月にジャーナリストのライアン・ハッドンと結婚した。2人の娘がおり、また、妻の最初の結婚(相手はクリスチャン・スレイター)でもうけた2人の子供の義父でもある。

## 主な出演作品

### 映画
| 年   | タイトル                                                 | 役名                   | 備考       |
| ---- | -------------------------------------------------------- | ---------------------- | ---------- |
| 2001 | サマーリーグ Summer Catch                                | マイスル・ダルリンプル | 日本未公開 |
| 2002 | ワンス・アンド・フォーエバー We Were Soldiers            | ヘリック少尉           |            |
| 2002 | サンシャイン・ステイト Sunshine State                    | スコッティ・デュヴァル | 日本未公開 |
| 2002 | インプラント They                                        | ポール                 |            |
| 2003 | プレイ・フォー・ラケンロゥル Prey for Rock & Roll        | アニマル               | 日本未公開 |
| 2003 | ハッピー・フライト View from the Top                     | トミー・ブーレイ       |            |
| 2004 | アラモ The Alamo                                         | ジェームス・ボーナム   |            |
| 2004 | ホワイト・プリンセス First Daughter                      | ジェームズ             |            |
| 2006 | THR3E 影なき爆殺魔 Thr3e                                 | ケヴィン・パーソン     | 日本未公開 |
| 2007 | ブラック・カーテン The Killing Floor                     | デヴィッド             | 日本未公開 |
| 2007 | After Sex アフターセックス After Sex                     | クリストファー         | 日本未公開 |
| 2007 | ジェイン・オースティンの読書会 The Jane Austen Book Club | ディーン               |            |
| 2008 | デイブは宇宙船 Meet Dave                                 | マーク                 | 日本未公開 |
| 2008 | バイオウルフ Animals                                     | ジャレット             | 日本未公開 |
| 2009 | 草食男子の落とし方 Stay Cool                             | ブラッド・ネルソン     | 日本未公開 |
| 2009 | 愛する人 Mother and Child                                | スティーヴン           |            |
| 2009 | シャッター リフレクション Deadline                       | デヴィッド             | 日本未公開 |
| 2010 | ナイト&デイ Knight and Day                               | ロドニー               |            |
| 2011 | レッド・ステイト Red State                               | ATFスナイパー          |            |

### テレビシリーズ
| 年        | タイトル                                           | 役名                         | 備考                           |
| --------- | -------------------------------------------------- | ---------------------------- | ------------------------------ |
| 1999-2002 | バフィー 〜恋する十字架〜 Buffy the Vampire Slayer | ライリー・フィン             | レギュラー出演 計31話出演      |
| 2007      | Dr.HOUSE House                                     | ジョン・ケリー               | シーズン3第16話「デジャヴ」    |
| 2008      | イレブンス・アワー Eleventh Hour                   | マクネイル刑事               | 第1話「リザレクション」        |
| 2009      | ライ・トゥ・ミー 嘘は真実を語る Lie to Me          | ジャック・レイダー           | シーズン2第3話「命の値段」     |
| 2009      | キャッスル 〜ミステリー作家は事件がお好き Castle   | ジェレミー・プレスウィック   | シーズン2第11話「5つ目の銃弾」 |
| 2010      | LAW & ORDER:LA Law & Order: Los Angeles            | チップ・ジャロウ             | 第3話「プラヤヴィスタ」        |
| 2011      | ボディ・オブ・プルーフ 死体の証言 Body of Proof    | マーク・チャンドラー医師     | シーズン1第5話「疑惑の手術」   |
| 2011-13   | ダニーのサクセス・セラピー Necessary Roughness     | マシュー・"マット"・ドナリー | レギュラー出演                 |